# Asura obsoleta
Asura obsoleta là một loài bướm đêm thuộc phân họ Arctiinae, họ Erebidae.